# Скасків Ярослав Григорович
Скасків Ярослав Григорович (псевдо: «Моряк», «Крук», «Мороз»; 24 серпня 1922, с. Божиків, нині Саранчуківська сільська громада, Тернопільський район, Тернопільська область — 19 липня 1944, с. Старі Стрілища, нині Жидачівський район, похований у селі Прибинь, Перемишлянський район, Львівська область) — діяч ОУН, обласний провідник ОУН Львівщини,  нагороджений Срібним Хрестом Заслуги (1945, посмертно). Син Григорія Скасківа.

## Життєпис
Народився 24 серпня 1922 року в с. Божиків, Бережанський повіт, нині Саранчуківська сільська громада, Тернопільський район, Тернопільська область. 
Закінчив Бережанську гімназію (1940).
Навчався на хіміко-технологічному факультеті Львівського політехнічного інституту (нині національний університет «Львівська політехніка»). Водночас заочно студіював економіку в сільсько-господарській академії у м. Подєбради (Чехія), працював на Львівській шкіряній фабриці.
1941 очолював юнацьку мережу ОУН місті Львів, від початку 1942 — провідник Юнацтва ОУН Львівської області; від 2-ї пол. того ж р. — крайовий провідник Юнацтва ОУН ЗУЗ, організатор та керівник військових вишколів; від червня 1944 — обласний провідник ОУН Львівщини, член Крайового проводу ОУН.
Загинув у бою з німецькими нацистами 19 липня 1944 у селі Старі Стрілища разом з Гуляком Юліаном керівником організаційної референтури Крайового Проводу ОУН Західних Українських Земель (1941—1944). Похований у селі Прибинь, нині Перемишлянський район, Львівська область.

## Нагороди
- Згідно з Наказом Головного військового штабу УПА ч. 1/45 від 25.04.1945 р. керівник Львівського обласного проводу ОУН Ярослав Скасків – «Моряк» нагороджений Срібним хрестом заслуги УПА.

## Вшанування пам'яті
- 12.10.2017 р. від імені Координаційної ради з вшанування пам’яті нагороджених Лицарів ОУН і УПА у Львові Срібний хрест заслуги УПА (№ 009) переданий Ярославу Глинському, племіннику Ярослава Скасківа – «Моряка».